# Soproni Múzeum
A Soproni Múzeumnak a városban és környékén tizenkét épületben tizennégy kiállítása látogatható (a Tűztoronyban például nincs kiállítás, de a Fabricius-házban három is). Központi épülete a Fő téren álló Storno-ház.

## Története
1867-ben alakították meg Sopronban a Régészeti Egyesületet, a következő évben pedig a múzeumot. A Városi Múzeumnak 1913-ig nem volt állandó otthona; ekkor a Lenck-villában helyezték el (ahol most a néprajzi kiállítás van). Az 1960-as évektől újabb épületekkel és gyűjteményekkel gyarapodott.

## Kiállításai
- A Storno-ház első emeletén a helytörténeti kiállítás, a második emeleten a Storno-gyűjtemény látható.
- A Fabricius-házban három kiállítás van: a római kori kőtár, a régészeti és a polgárlakásokat bemutató.
- Az egykori Fehér Angyal Patika helyén patikamúzeumot alakították ki.
- A részben helyreállított Ó-Zsinagógában a zsidók soproni történetét bemutató kiállítás kapott helyet.
- A Lenck-villában berendezett néprajzi kiállítás felújítás miatt (2007 nyarán) nem látogatható.
- A Pékmúzeum helyén már a XVI. században pékműhely állt.

A soproni múzeumhoz tartozik a fertőrákosi Mithrász-szentély és a brennbergbányai Bányászati Emlékmúzeum is.

## Helytörténeti kiállítás
A Storno-ház első emeletén látható a Sopron város és Sopron megye újkori története című kiállítás. Sopron és a vármegye új és legújabb kori történetének történelmi emlékeit, dokumentumait 1867 óta gyűjtik. Amíg más területek a XVI. században a török elleni küzdelemben pusztultak, a városfalak védte Sopronban pezsgő kézműipar fejlődött ki, amit az első két terem gazdag céhes anyaga mutat be. Ezzel harmonizálnak a polgári életformát idéző tárgyak: bútorok, öltözékek, képek. A következő termek a polgári gazdálkodás és kultúra kibontakozásának dokumentumait, tárgyait gyűjtik össze; majd a 19. - 20. század fordulóján a gyáripar megjelenésének (brennbergi szénbányászat és néhány soproni gyár) dokumentumai következnek. Az utolsó terem dr. Csatkai Endre művészettörténész emlékszobája. (kizárólag félóránként induló vezetéssel látogatható.)

## A Storno-gyűjtemény
A ház egykori gazdájának gyűjteményét a második emeleten helyezték el. A Bajorországból hazatelepült id. Storno Ferenc (1821–1907) kéményseprő, festő, műrestaurátor az 1850-es években kezdte gyűjteni a régiségeket mindenütt, ahol restaurátorként megfordult. A gyűjteményt fiai gyarapították, és ők hozták létre belőle a lakásmúzeumot.
A lakás berendezését idősebb és ifjabb Storno Ferenc határozta meg: ők vásárolták, tervezték, festették a legtöbb műtárgyat. Az előtérben fegyvereket, ládákat, cégéreket és családtörténeti dokumentumokat látunk. Az ebédlő, kisszoba, erkélyes szoba, hálószoba és szalon egyaránt műtárgyakkal zsúfolt. A szobák sötét festése, a Stornóék tervezte, festett üvegablakok és mennyezetek, a díszes ajtókeretek már megalkotásukkor is régies hangulatot árasztottak.
A falakon a családtagok arcmásai és festményei között láthatjuk a 18. -19. századi festményeket és másolatokat. Számos porcelán, üveg, illetve fém használati és dísztárgyat a bútorokon és a szekrényekben helyeztek el.